# Cordeiro (Rio de Janeiro)
Cordeiro é um município brasileiro do estado do Rio de Janeiro. Localiza-se a uma latitude 22º01'43" sul e a uma longitude 42º21'39" oeste, estando a uma altitude de 485 metros. Sua população é, aproximadamente, de 20.783 habitantes. Possui uma área de 113,048 km².
Cordeiro é famosa pela Exposição Agropecuária, Comercial e Industrial de Cordeiro (Expo Cordeiro) considerada a mais antiga do Brasil.

## História
No século XVIII, em busca de ouro, aventureiros, chegaram aos afluentes dos rios Macuco, Negro e Grande, permaneceram um longo tempo garimpando, mas com pouco êxito. Assim, afugentaram da região, os índios Coroados e Goitacazes, que dominavam suas elevações.
Encerrado o ciclo do ouro, seguiu-se uma próspera fase agrícola, na área onde hoje está localizado o município de Cordeiro que começou a ser povoada no início do século XIX com os primeiros habitantes, fazendeiros, que se estabeleceram na região devido à fertilidade das terras e ao clima favorável para a agricultura e a criação de gado.
O nome da cidade originou-se da Fazenda Cordeiro, uma grande propriedade rural que existia na região. 
Em 1844 sua primeira escola foi instalada na fazenda. Em 1888 recebeu uma leva de emigrantes portugueses, procedentes da ilha da Madeira.
Com o tempo, a fazenda se desenvolveu e atraiu mais moradores. A construção da Estrada de Ferro Leopoldina em 1879, que passava pela região, foi importante para o crescimento do povoado, facilitando o transporte de mercadorias e pessoas.
O crescimento populacional e econômico levou à elevação do povoado à categoria de vila em 1881.
Em 31 de dezembro de 1943, a vila de Cordeiro foi elevada à categoria de município, desmembrando-se de Cantagalo. A partir desse momento, Cordeiro começou a desenvolver sua própria administração municipal e infraestrutura.
A economia de Cordeiro foi inicialmente baseada na agricultura e na pecuária, com destaque para a produção de café, milho, feijão e criação de gado leiteiro.
No século XX, a cidade se destacou pela indústria têxtil, especialmente na produção de moda íntima, ganhando o título de "Capital da Moda Íntima" na região serrana do Rio de Janeiro.
A Exposição Agropecuária, Comercial e Industrial de Cordeiro, iniciada em 1920, é considerada a mais antiga do Brasil e tornou-se um evento tradicional, promovendo a agropecuária, realizando shows, exposições, competições, atividades culturais e atraindo visitantes de várias partes do estado e do país.

## Geografia
Clima
Segundo dados do Instituto Nacional de Meteorologia (INMET), desde agosto de 1971 a menor temperatura registrada em Cordeiro foi de 3,2 °C em 7 de julho de 1975 e a maior atingiu 38,7 °C em 15 de outubro de 2015. O maior acumulado de precipitação em 24 horas foi de 157,7 milímetros (mm) em 4 de janeiro de 2007. Outros grandes acumulados iguais ou superiores a 100 mm foram 121,1 mm em 14 de abril de 1974, 120 mm em 16 de novembro de 1997, 116,5 mm em 29 de janeiro de 1977, 115,4 mm em 28 de dezembro de 2011 e 113,7 mm em 2 de janeiro de 2012. Janeiro de 2007, com 688,5 mm, foi o mês de maior precipitação.
| Dados climatológicos para Cordeiro                                                                                                  | Dados climatológicos para Cordeiro | Dados climatológicos para Cordeiro | Dados climatológicos para Cordeiro | Dados climatológicos para Cordeiro | Dados climatológicos para Cordeiro | Dados climatológicos para Cordeiro | Dados climatológicos para Cordeiro | Dados climatológicos para Cordeiro | Dados climatológicos para Cordeiro | Dados climatológicos para Cordeiro | Dados climatológicos para Cordeiro | Dados climatológicos para Cordeiro | Dados climatológicos para Cordeiro |
| Mês | Jan                                | Fev                                | Mar                                | Abr                                | Mai                                | Jun                                | Jul                                | Ago                                | Set                                | Out                                | Nov                                | Dez                                | Ano                                |
| --- | ---------------------------------- | ---------------------------------- | ---------------------------------- | ---------------------------------- | ---------------------------------- | ---------------------------------- | ---------------------------------- | ---------------------------------- | ---------------------------------- | ---------------------------------- | ---------------------------------- | ---------------------------------- | ---------------------------------- |
| Temperatura máxima recorde (°C) | 38,4                               | 36,7                               | 34,9                               | 33,3                               | 32,7                               | 30,6                               | 32,2                               | 35                                 | 37,2                               | 38,7                               | 37                                 | 36,4                               | 38,7                               |
| Temperatura máxima média (°C) | 29,6                               | 30,4                               | 29,4                               | 27,8                               | 25,5                               | 24,6                               | 24,3                               | 25,6                               | 26,1                               | 27,3                               | 27,9                               | 28,6                               | 27,3                               |
| Temperatura média compensada (°C)                                                                                                   | 23,8                               | 24                                 | 23,4                               | 21,5                               | 18,8                               | 17,7                               | 17,3                               | 18,5                               | 19,8                               | 21,5                               | 22,2                               | 23,2                               | 21                                 |
| Temperatura mínima média (°C) | 19,5                               | 19,4                               | 19                                 | 17,2                               | 14,7                               | 13                                 | 12,5                               | 13,2                               | 15                                 | 17                                 | 18,2                               | 19,1                               | 16,5                               |
| Temperatura mínima recorde (°C) | 12,1                               | 13,2                               | 11,4                               | 9                                  | 6,8                                | 3,6                                | 3,2                                | 5                                  | 5,4                                | 8,4                                | 8                                  | 11,3                               | 3,2                                |
| Precipitação (mm) | 254,5                              | 135,4                              | 157,9                              | 65,5                               | 33,7                               | 22,5                               | 21,5                               | 17,1                               | 64,6                               | 106                                | 219,3                              | 266,9                              | 1 364,9                            |
| Dias com precipitação (≥ 1 mm) | 14                                 | 9                                  | 11                                 | 7                                  | 4                                  | 3                                  | 3                                  | 3                                  | 7                                  | 9                                  | 14                                 | 17                                 | 101                                |
| Umidade relativa compensada (%) | 80,8                               | 78,8                               | 81,7                               | 82,2                               | 82,7                               | 82,8                               | 80,8                               | 76                                 | 75,8                               | 77                                 | 80,7                               | 82                                 | 80,1                               |
| Insolação (h) | 176,6                              | 184,4                              | 182,5                              | 176,8                              | 172,3                              | 171,8                              | 184,2                              | 196,8                              | 144,7                              | 136,7                              | 131,3                              | 139,3                              | 1 997,4                            |
| Fonte: Instituto Nacional de Meteorologia (INMET) (normal climatológica de 1981-2010; recordes de temperatura: 01/08/1971-presente) |                                    |                                    |                                    |                                    |                                    |                                    |                                    |                                    |                                    |                                    |                                    |                                    |                                    |